# Zec de l'Anse-Saint-Jean
Pour les articles homonymes, voir Saint-Jean.
La zec de l'Anse-Saint-Jean est une zone d'exploitation contrôlée (zec) de 193,5 km2, située dans la municipalité de l'Anse-Saint-Jean, dans la municipalité régionale de comté (MRC) Le Fjord-du-Saguenay, dans la région administrative Saguenay–Lac-Saint-Jean, au Québec, au Canada. Les principales activités économiques de la zone sont la foresterie et les activités récréotouristiques.
La Zec de la Rivière-Saint-Jean-du-Saguenay administre des segments de rivière Saint-Jean. Tandis que la "Zec de l'Anse-Saint-Jean" administre les terres publiques sur un territoire forestier autour de la rivière.

## Géographie
La zec de l'Anse-Saint-Jean est située à 70 km au nord de Saint-Siméon (Charlevoix-Est) et à 80 km (par la route 170) au sud-est de la ville de Saguenay (ville). Cette zec est adjacente (côté nord) à la zec du Lac-au-Sable. Ce territoire forestier de 200 km2, comportant:
- trois rivières dont une seule est exploitée pour la pêche, et
- 100 lacs dont 35 sont exploités pour la pêche.

L'omble de fontaine est très populeuse dans les divers plans d'eau de la zec
Presque tous les lacs sont accessibles en voiture ou en VTT. Certains lacs sont dotés de quais et de chaloupes disponibles pour location. Les amateurs de randonnée pédestre peuvent emprunter les sentiers pittoresques, et admirer les panoramas tels le mont Laure-Gaudreault et le lac Crésimont.
Les principaux lacs de la zec sont: De la loutre, Wipi, Du Treuil, Moreau, Malfait, De la Muraille, Aimable, Des Conscrits, Fourche et Du Chantier. Annuellement, la surface des plans d'eau est généralement gelée de novembre à avril.

## Toponymie
Les toponymes des deux zones d'exploitation contrôlée sont liés au toponyme de la rivière, de la municipalité et de la baie.
Le toponyme "zec de l'Anse-Saint-Jean" a été inscrit le 5 août 1982 à la Banque des noms de lieux de la Commission de toponymie du Québec.